# Chou Tao
Chou Tao (侴陶S, Chǒu TáoP; Dalian, 30 marzo 1988) è una ginnasta cinese, vincitrice della medaglia d'argento nel concorso a squadre di ginnastica ritmica alle olimpiadi di Pechino.

## Palmarès
- Giochi olimpici estivi

Pechino 2008: argento nel concorso a squadre